# بالینامالارد
بالینامالارد (به انگلیسی: Ballinamallard) یک روستا در بریتانیا است. بالینامالارد ۱٬۳۴۰ نفر جمعیت دارد.